# Organizacja Bojowników Ludowych Iranu

Logo Ludowych Mudżahedinów

Ludowi Mudżahedini (właściwie Organizacja Bojowników Ludowych Iranu, OBL, pers. ‏سازمان مجاهدين خلق ايران‎ Sāzemān-e Moğāhedin-e Chalq-e Irān, MEK i MKO) – organizacja irańskiej opozycji. 

## Historia

### W opozycji do rządów szacha

Flaga ugrupowania

Formacja została założona w 1965 roku przez rozłamowców z Ruchu Wolności Iranu. Pod wpływem idei Szariatiego Ludowi Mudżahedini wytworzyli synkretyczną doktrynę będącą mieszanką marksizmu i szyickiego islamu. Pierwotnym celem organizacji była likwidacja irańskiej monarchii i walka z zachodnim imperializmem. 
Członkowie grupy nawiązali kontakt z rządami Libii i Jemenu Południowego oraz Organizacją Wyzwolenia Palestyny. OWP umożliwiła mudżahedinom treningi w obozach w Libanie, Jordanii i Syrii. Doświadczenie zdobyte w obozach OWP umożliwiło mudżahedinom rozpoczęcie działalności „miejskiej partyzantki“. Aktywność terrorystyczna Ludowych Mudżahedinów skierowana była głównie przeciwko rządowi Iranu oraz amerykańskim dyplomatom i wojskowym w Iranie.

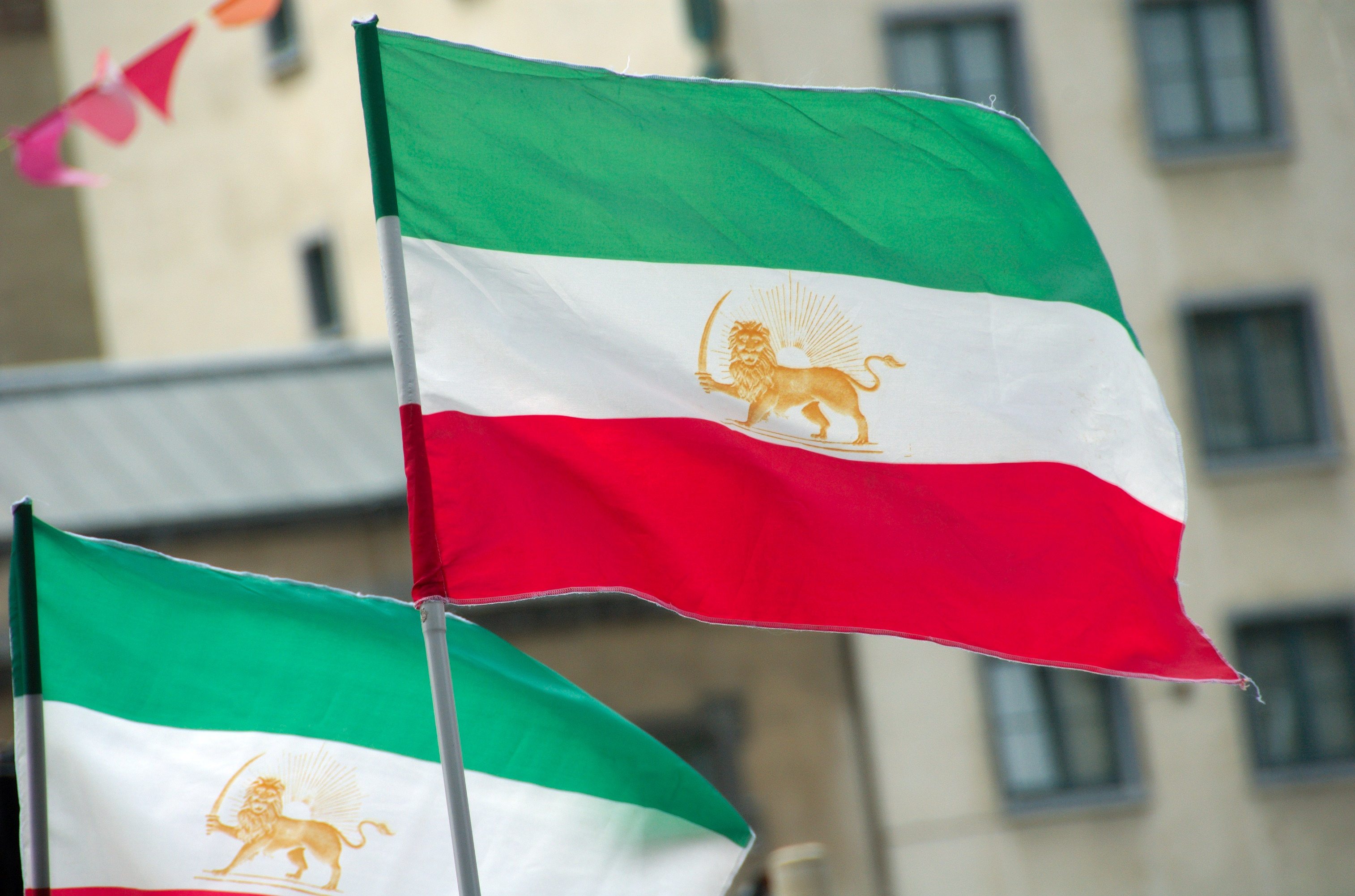
Wariant flagi Iranu używany przez grupę

W 1971 roku struktury organizacji zostały rozbite przez służby. W maju 1972 roku członkowie kierownictwa (w tym wszyscy założyciele) zostali straceni. Jedynym liderem grupy, który przeżył, był Masud Radżawi. Kryzys w OBL wykorzystała frakcja maoistowska. Maoiści, usiłując przejąć władzę w organizacji, fizycznie eliminowali wewnętrzną konkurencję. Frakcyjne walki zakończyły się w 1975 roku, kiedy kierownictwo w OBL przejęła tzw. frakcja muzułmańska z Masudem Radżawim na czele. Pokonani maoiści założyli odrębną Organizację Walki o Wyzwolenie Klasy Robotniczej. OBL pod przewodnictwem Radżawiego kontynuowała działalność terrorystyczną.

### Rewolucja islamska
Mudżahedini odegrali dużą rolę w starciach w lutym 1979 roku, które zadecydowały o zwycięstwie rewolucji islamskiej. Początkowo mudżahedini poparli Ruhollaha Chomejniego. Po obaleniu monarchii grupa rozpoczęła legalną działalność, a z więzień wypuszczono jej aktywistów. Formacja cieszyła się dużym poparciem społecznym, a nakład organu prasowego OBL „Mojahed” przekroczył 500 tysięcy egzemplarzy.
W marcu 1979 roku kierownictwo OBL przychyliło się do utworzenia republiki islamskiej. W tym samym miesiącu doszło do walk ulicznych pomiędzy OBL a islamistami z Ansar-e Hezbollah. Bojówki Ansar-e Hezbollah zniszczyły biura OBL w Kaszan, Jazd i Torbat-e Hejdarije. W sierpniu bojówki Ansar-e Hezbollah zajęły kwaterę główną OBL w Teheranie. 
W listopadzie 1979 roku Ludowi Mudżahedini przyłączyli się do okupacji ambasady USA w Teheranie. 
W grudniu 1979 roku kierownictwo OBL wezwało do bojkotu referendum konstytucyjnego, poddało krytyce rząd i Chomejniego. Mudżahedinom nie odpowiadał panujący pośród nowych elit autorytaryzm i korupcja. OBL nie spodobało się oparcie prawa na szariacie. Grupa stanęła także w obronie zagrożonych przez islamistów praw kobiet i mniejszości narodowych.  
W wyborach prezydenckich zaplanowanych na styczeń 1980 roku OBL wystawiła kandydaturę Masuda Radżawiego. Kandydatura unieważniona została przez Chomejniego, który zakazał startu w wyborach przeciwnikom konstytucji islamskiej. Na krótko przed wyborami po raz kolejny wybuchły starcia między OBL a Ansar-e Hezbollah. 
W wyborach parlamentarnych w marcu 1980 roku na kandydatów OBL zagłosowało ponad 906 tysięcy wyborców. Sam Masud Radżawi uzyskał 530 tysięcy głosów.
W czerwcu 1980 roku wiec OBL w Teheranie zgromadził 200 tysięcy uczestników. Manifestacja przerodziła się w starcia z Korpusem Strażników Rewolucji Islamskiej. Jeszcze w tym samym miesiącu Chomejni oznajmił, że mudżahedini są „gorsi od niewiernych”. Mudżahedinom zakazano demonstracji, a siły bezpieczeństwa rozbijały ich wiece i konfiskowały publikacje organizacji. W sierpniu 1980 roku ponownie doszło do starć między OBL a Ansar-e Hezbollah.
W czerwcu 1981 roku mudżahedini uczestniczyli w kampanii poparcia prezydenta Abola Hassana Bani-Sadra. 20 czerwca OBL zorganizował w stolicy wiec poparcia Bani-Sadra. Uczestniczyło w nim pół miliona ludzi. Demonstracja przeistoczyła się w starcia z Korpusem Strażników Rewolucji Islamskiej. W bitwie ulicznej zginęło około 50 osób, a ponad 200 zostało rannych. Dwa dni później Chomejni doprowadził do usunięcia Bani-Sadra ze stanowiska. Zamieszki poszerzyły się na cały kraj. Tego samego dnia Ludowi Mudżahedini przystąpili do opozycyjnej koalicji Narodowa Rada Irańskiego Ruchu Oporu. Faktycznymi przywódcami Narodowej Rady Irańskiego Ruchu Oporu zostali Bani-Sadr i Radżawi. Pod koniec miesiąca obydwaj opuścili kraj i udali się na emigrację do Paryża. W tym samym czasie siły OBL przystąpiły do antyrządowej ofensywy partyzanckiej, połączonej z licznymi zamachami terrorystycznymi. Apogeum starć przypadło na lipiec 1982 roku. Mudżahedini pod naporem sił rządowych zmuszeni zostali do odwrotu do irańskiego Kurdystanu. W październiku 1983 roku oddziały OBL całkowicie wycofały się z Iranu.

### Na służbie Iraku
Po wyparciu z terenów Iranu, OBL przeniosła się do sąsiedniego Iraku. W marcu 1983 roku Narodowa Rada Irańskiego Ruchu Oporu zaproponowała Irakijczykom porozumienie (trwała wówczas wojna iracko-irańska). Umowa zapewniła OBL finansowanie ze strony Bagdadu. W proteście przeciw kolaboracji z Narodowej Rady Irańskiego Ruchu Oporu odeszła część członków. W tym gronie znalazł się Bani-Sadr. Tym samym Narodowa Rada Irańskiego Ruchu Oporu przerodziła się w fasadową organizację podporządkowaną OBL.
W 1984 lub 1985 roku współprzewodniczącą OBL została Marjam Radżawi (żona Masuda). Od tego czasu małżeństwo sprawuje w organizacji całkowitą władzę i otaczane jest w niej kultem jednostki.
W czerwcu 1986 roku Masud Radżawi przybył do Iraku. Rok później oficjalnie ogłosił sformowanie Armii Wyzwolenia Narodowego. Podporządkowana OBL formacja walczyła u boku irackiej armii przeciwko Islamskiej Republice Iranu. Zdaniem obserwatorów  otwarta kolaboracja z Irakiem pozbawiła Ludowych Mudżahedinów wpływów w ojczyźnie, poparcie dla OBL uznawane jest od tego czasu za marginalne.
W lipcu i październiku 1986 roku Armia Wyzwolenia Narodowego starła się z peszmergami Patriotycznej Unii Kurdystanu.
18 czerwca 1988 roku w ramach operacji „Chehel Cheraq” (Czterdzieści Gwiazd) Armia Wyzwolenia Narodowego zajęła Mehran, Eslamabad-e Gharb i Karand. W trakcie walk mudżahedini zdobyli 200 irańskich czołgów.
25 sierpnia 1988 roku (5 dni po formalnym zakończeniu wojny iracko-irańskiej) Armia Wyzwolenia Narodowego rozpoczęła operację „Forouq-e Javidan” (Wieczne Światło). Celem sił OBL było zdobycie Teheranu. Oddziały mudżahedinów zatrzymane zostały pod Kermanszah. Poległo około 2 tysięcy bojowników.
Ta ofensywa spowodowała egzekucje więźniów politycznych w Iranie w 1988 roku, zwłaszcza z tej, ale i z innych organizacji, jak partia Tude i Organizacja Irańskich Fedainów Ludowych.
W marcu 1991 roku Armia Wyzwolenia Narodowego brała udział w tłumieniu powstania irackich szyitów i Kurdów.
W kwietniu 1992 roku Armia Wyzwolenia Narodowego ponownie uderzyła na Iran. W odwecie irańskie lotnictwo zbombardowało bazy OBL w Iraku. Naloty kontynuowane były w listopadzie 1993 roku oraz w październiku i listopadzie 1994 roku.

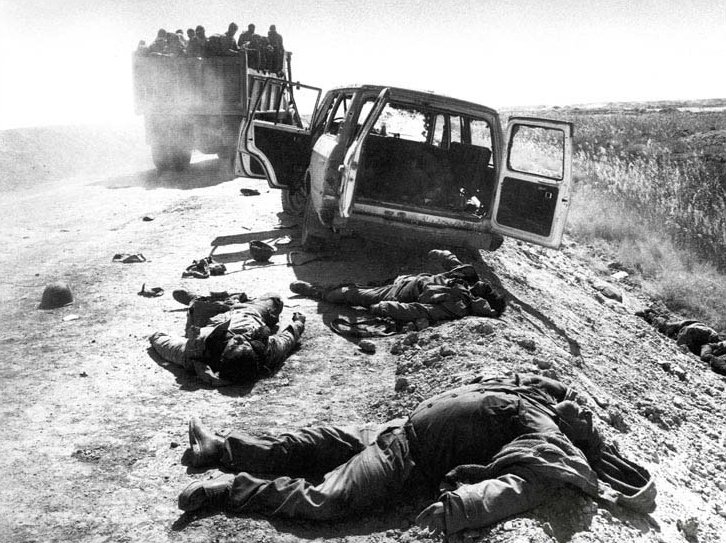
Ciała mudżahedinów poległych w 1988 roku

W latach 2000–2001 na pograniczu iracko-irańskim odnotowano 213 ataków OBL.

### Po 2003 roku
Po zamachach z 11 września 2001 roku organizacja odcięła się od terroryzmu i zaczęła zabiegać o międzynarodowe uznanie i pomoc USA, dzięki czemu w 2012 roku rząd tego kraju usunął grupę z listy organizacji terrorystycznych.
Armia Wyzwolenia Narodowego nie wzięła udziału w II wojnie w Zatoce Perskiej i złożyła broń w jej następstwie. Do połowy maja 2003 roku organizacja została rozbrojona przez Amerykanów. Wojsko amerykańskie zarekwirowało 2139 czołgów, dział, moździerzy i pojazdów należących do OBL. Cztery tysiące członków OBL zostało internowanych w obozie Aszaraf pod Bagdadem.
Pomimo rozbrojenia pojawiają się doniesienia o atakach Ludowych Mudżahedinów na cele irańskie, czy starciach z proirańskimi bojówkami szyitów irackich.

## Działalność OBL na Zachodzie
OBL posiada struktury emigracyjne w Europie, USA i Kanadzie. W Paryżu znajduje się siedziba organizacji. Narodowa Rada Irańskiego Ruchu Oporu posiada biura w stolicach kilku państw, w tym w Waszyngtonie.

## Najważniejsze zamachy przeprowadzone przez grupę
- 2 czerwca 1973 roku aktywista OBL Reza Reza'i zabił amerykańskiego oficera Lewisa L. Hawkinsa[2].

- 21 maja 1975 roku mudżahedini zabili amerykańskich oficerów Paula Schaeffera i Jacka Turnera[2].

- 28 września 1976 roku terroryści zabili trzech pracowników korporacji „Rockwell International“[2].

- 28 czerwca 1981 roku mudżahedini przeprowadzili atak bombowy na siedzibę Partii Republiki Islamskiej. W eksplozji zginęły 74 osoby, w tym przywódca partii Mohammad Beheszti, 14 ministrów i 27 parlamentarzystów[2].

- 30 sierpnia 1981 roku bojownicy przeprowadzili zamach na siedzibę Rady Bezpieczeństwa Narodowego. W ataku zginął prezydent Mohammad Ali Radżai i premier Mohammad Dżawad Bahonar[2].

- W październiku 1992 roku bojownicy dokonali zamachu bombowego na mauzoleum Chomejniego nieopodal Teheranu[2].

- W czerwcu 1998 roku bojówkarze przeprowadzili trzy zamachy bombowe w irańskiej stolicy. Zginęły trzy osoby[2][5].

- W kwietniu 1999 roku z rąk mudżahedinów zginął szef sztabu generalnego armii Iranu, generał Ali Sajjad Szirazi[2].

- W lutym 2000 roku w ramach operacji „Wielki Bahman” terroryści przeprowadzili w Iranie 12 akcji. Jedną z nich był atak moździerzowy na pałac prezydenta Mohammada Chatamiego[2][4].

- W 2007 roku rząd Iranu oskarżył mudżahedinów o morderstwo trójki naukowców pracujących przy irańskim programie atomowym[10].

## Wsparcie zagraniczne

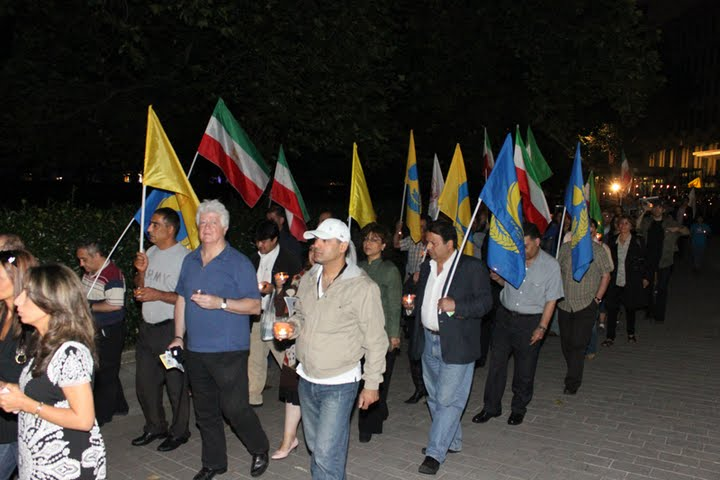
Demonstracja zwolenników ruchu

Na początku działalności grupa utrzymywała kontakty z Libią i Jemenem Południowym. Pierwsi bojownicy OBL przeszli szkolenia wojskowe w obozach Organizacji Wyzwolenia Palestyny.
W latach 1983–2003 OBL finansowana była przez rząd Iraku. 
W lutym 2012 roku telewizja NBC News poinformowała o związkach Izraela i OBL. Według stacji powołującej się na źródła w amerykańskiej administracji, OBL jest finansowana, szkolona i dozbrajana przez izraelskie służby. W zamian Ludowi Mudżahedini zobowiązali się przeprowadzać ataki na cele związane z irańskim programem atomowym.
W kwietniu 2012 roku dziennikarz Seymour Hersh stwierdził, że Stany Zjednoczone szkoliły agentów OBL w obozach wojskowych w Nevadzie. Rzekoma pomoc motywowana była niechęcią do rządu Iranu. Szkolenia ruszyć miały w 2005 roku i zakończyć po objęciu prezydentury przez Baracka Obamę.
W lipcu 2016 roku Korpus Strażników Rewolucji Islamskiej oskarżył Arabię Saudyjską o wspieranie OBL.

## Liczebność
W chwili największej popularności, na początku lat 80. Ludowi Mudżahedini liczyli około 50 tysięcy członków. 
Na krótko przed II wojną w Zatoce Perskiej organizacja dysponowała oddziałami grupującymi od 5 do 7 tysięcy bojowników.
Według Departamentu Obrony Stanów Zjednoczonych w 2011 roku OBL liczyła od 5 do 13,5 tysięcy członków. Działali oni głównie na emigracji w Europie, Ameryce Północnej i Iraku.

## Ideologia
Głosi specyficznie rozumiane poglądy lewicowe, które są mieszaniną marksizmu i szyickiego islamu. Po 2003 roku grupa odeszła od części radykalnych haseł i zaakceptowała gospodarkę wolnorynkową.
Pierwotnym celem OBL było obalenie irańskiej monarchii i walka z zachodnim imperializmem. Obecnie OBL dąży do likwidacji w Iranie republiki islamskiej i ustanowienia w jej miejsce demokracji. Ponadto Ludowi Mudżahedini opowiadają się za poszanowaniem praw kobiet i mniejszości religijnych.

## Jak organizacja terrorystyczna
W 1997 roku OBL wpisana została na listę organizacji terrorystycznych Departamentu Stanu USA. W 2002 roku za terrorystów uznała ich Unia Europejska. 
W 2009 roku UE wykreśliła OBL z listy organizacji terrorystycznych, w 2012 roku to samo zrobili Amerykanie. W dalszym ciągu Ludowi Mudżahedini uznawani są za terrorystów przez rząd Iranu.